# ویلیام گولند
ویلیام گولند (انگلیسی: William Gowland؛ ۱۶ دسامبر ۱۸۴۲ – ۹ ژوئن ۱۹۲۲) مهندس معدن، انسان‌شناس، و باستان‌شناس اهل بریتانیا بود. او در دوران دولت میجی به عنوان مستشار خارجی به ژاپن فرستاده شد. او را پدر باستان‌شناسی ژاپن می‌دانند. او برای حفاری در استون‌هنج نیز شناخته می‌شود.
وی همچنین برندهٔ جوایزی همچون همکار انجمن سلطنتی شده‌است.